# 1985年2月逝世人物列表
1985年逝世人物列表：1月 - 2月 - 3月 - 4月 - 5月 - 6月 - 7月 - 8月 - 9月 - 10月 - 11月 - 12月
1985年2月逝世人物列表，是用于汇总1985年2月期间逝世人物的列表。

## 依日期排序

### 3日
- 法蘭克·奧本海默，美國粒子物理學家

### 4日
- 傑西·希布斯，美國電影導演

### 6日
- 尼爾·麥卡錫，英國演員

### 8日
- 杜維廉，79岁，首任英国驻华临时代办。
- 威廉·萊昂斯，英國汽車工程師和設計師
- 馬文·米勒，美國演員

### 11日
- 张文佑，75岁，中国地质学家。
- 鲁道源，87岁，国民革命军中将。
- 亨利·哈撒韦，美國電影導演

### 12日
- 尼古拉斯·科拉桑托，美國演員

### 19日
- 杨石先，88岁，中国化学家。

### 20日
- 克拉倫斯·納什，美國演員

### 21日
- 伊娜·克萊爾，美國女演員
- 路易士·海沃德，英國演員
- 约翰·G·特朗普，美國電氣工程師、發明家和物理學家

### 22日
- 王学文，90岁，中国教育家、经济学家。
- 埃夫雷姆·津巴厘斯特，俄裔美國小提琴家
- 亞歷山大·斯科爾比，美國電影、電視和配音演員

### 26日
- 特亚林·科普曼斯，74岁，荷兰经济学家。
- 藤堂明保，70岁，日本汉学家。

### 27日
- 小亨利·卡伯特·洛奇，美國政治家
- J·派特·奧馬利，英國演員[1]